# Pió
En física de partícules, pió, abreviació de mesó pi, (del grec pi meson, 'P mitjà') és el nom col·lectiu donat a tres partícules subatòmiques descobertes el 1947: π0, π+ i π−. Els pions són els mesons més lleugers.

## Propietats bàsiques
Els pions tenen espín zero; són, per tant, bosons, i els formen només quarks de la primera generació, és a dir: quarks u i d (pertanyen també a la família dels hadrons). Els quarks u i anti-d són els quarks de valència de π+ i per a π- ho són l'anti-u i el d. La superposició dels estats amb el nivell d'energia més baix i amb quarks de valència u–anti-u i d–anti-d formen el π0. La massa dels mesons π± és de 139,57018 ± 0,00035 MeV i la vida mitjana de (2,6033 ± 0,0005)·10-8 segons. En el cas de π0 la massa és de 134,9766 ± 0,0006 MeV i la vida mitjana de (8,4 ± 0,6)·10 -17 segons (masses i vides mitjanes extretes del Particle Data Group Booklet, juliol de 2004).
En el cas de π± les desintegracions principals són en un muó i un neutrí i, per tant, es fan mitjançant la interacció dèbil:
{\displaystyle \pi ^{+}\to \mu ^{+}+\nu _{\mu }\,}
{\displaystyle \pi ^{-}\to \mu ^{-}+{\bar {\nu }}_{\mu }\,}
En el cas de π0 aquesta és:
{\displaystyle \pi ^{0}\to 2\gamma \,}
En aquest cas, la interacció electromagnètica n'és la responsable i és per això que la vida mitjana de π0 és més curta que en els casos de π±.